# Kubah Sentang
Kubah Sentang is een bestuurslaag in het regentschap Deli Serdang van de provincie Noord-Sumatra, Indonesië. Kubah Sentang telt 1195 inwoners (volkstelling 2010).